# 南安镇 (文水县)
南安镇，是中华人民共和国山西省吕梁市文水县下辖的一个乡镇级行政单位。

## 行政区划
南安镇下辖以下地区：
南安村、北安庄村、东北安村、西北安村、榆林村、北胡村、谢家寨村、孟家庄村、北白村、小南安村、南白村、西韩村、蔚家堡村、西南社村、郝家堡村、闫家堡村、西社村、杨乐堡村、高车村、东郭村、西郭村和王川堡村。